# Пнин, Пётр Иванович
Пётр Ива́нович Пнин (1803, Санкт-Петербург, Российская империя — 5 июля 1837, Неаполь, Королевство обеих Сицилий) — русский живописец, сын поэта-просветителя Ивана Петровича Пнина; жанрист и портретист, выпускник портретного класса Степана Щукина, знакомый и корреспондент Александра Ива́нова.

## Биография
Пётр Иванович Пнин родился в Санкт-Петербурге в 1803 году в семье поэта-просветителя, члена и позднее президента Вольного общества любителей словесности, наук и художеств Ивана Петровича Пнина; по отцовской линии он был внуком военного деятеля и дипломата князя Николая Васильевича Репнина. В двухлетнем возрасте, после ранней смерти родителей, Пнин был взят под опеку другом семьи, педагогом и писателем Александром Федосеевичем Бестужевым; в 1809 году, при содействии Бестужева и графа Александра Сергеевича Строганова, он был принят за казённый счёт в Императорскую Академию художеств. С 1819 года, по достижении третьего возраста, был переведён в живописный класс Академии художеств; основными наставниками Пнина в последнем были портретист Степан Щукин и исторический живописец Андрей Ива́нов. В 1824 году Пнин получил серебряные медали второго и первого достоинств за рисунки с натуры, а вслед за тем в том же году окончил Академию с аттестатом 1-й степени и шпагой, исполнив две программные картины: жанровую сцену «Игра в шашки» и историческую сцену «Велизарий». После окончания Академии художеств служил в департаменте Министерства народного просвещения, в 1826 году имел чин коллежского регистратора, в 1830 — губернского секретаря. В 1825 году получил оставшийся после отца наследственный капитал (8000 рублей). В сентябре 1831 года вышел в отставку.
В ноябре 1831 года с рекомендательным письмом президента Академии художеств Алексея Оленина к русскому посланнику в Париже графу Поццо ди Борго посетил Францию и Италию «на собственном иждивении», как сообщается, вместе с архитекторами братьями Александром и Николаем Шашиными. В Италии Пнин вошёл в окружение Александра Ива́нова, с которым состоял в переписке (находится в фондах Российской государственной библиотеки в Москве); из сохранившихся писем двух живописцев известно, что Пнин давал Ива́нову советы по литературной технике, а также делился своими впечатлениями касательно их итальянского окружения. Так, в письме Иванову от 11 июля 1834 года Пнин указывал собеседнику на излишне сложный, замысловатый стиль писем в Общество поощрения художеств. Из этого же письма известно о знакомстве Пнина со знаменитой натурщицей Витторией Кальдони, о которой он отзывался как об «истинной богородице»; в свою очередь, Ива́нов упоминал Пнина в переписке с Кальдони, приглашая её в свою римскую мастерскую примерно в этот же период. Известно также письмо Иванова Пнину, датированное летом 1836 года, впервые опубликованное Михаилом Боткиным в 1880 году; в нём Ива́нов обращался к Пнину за помощью в устройстве праздника по случаю женитьбы Ореста Кипренского.
Некоторое время спустя, по свидетельству гравёра Фёдора Иордана, Пнин в 1837 году находился в Италии вместе с пейзажистом Михаилом Лебедевым; вслед за своим младшим товарищем Пнин скончался летом этого же года в Неаполе во время эпидемии холеры.

## Творчество
Единственное известное произведение Петра Пнина в публичных коллекциях — жанровая картина «Игра в шашки» 1824 года, находящаяся в Русском музее в Санкт-Петербурге. К началу XX века «Игра в шашки» принадлежала бау-адъютанту Большого Кремлёвского дворца Михаилу Фабрициусу; как часть коллекции Фабрициуса картина фигурировала на организованной Сергеем Дягилевым «Историко-художественной выставке русских портретов» в Таврическом дворце. Впоследствии картина хранилась в Обществе поощрения художеств, с 1930 года находится в Русском музее; участвовала в выставках «Романтизм в России» (1995), «Игра и страсть в русском изобразительном искусстве» (1999) и «Дягилев. Начало» (2009).
Картина была исполнена в рамках заданной портретному классу Академии художеств программы «изобразить крестьянское семейство и шашечную игру»; композиционно она восходит к более ранним произведениям Михаила Бельского («Портрет учителя Бодуэна с учениками», 1773) и Алексея Венецианова (портрет инспектора Академии художеств Кирилла Головачевского с воспитанниками, 1811). На полотне Пнин несколько отошёл от условий программы и перенёс действие в городскую обстановку, изобразив немолодого мужчину и трёх мальчиков — возможно, кого-то из воспитателей и воспитанников младших возрастов; при помощи мимики лиц, поз и жестов Пнину удалось убедительно передать поведение персонажей, их реакцию на игру, завершившуюся победой одного из мальчиков. В неоконченном виде картина фигурировала на академической выставке в сентябре 1824 года. Согласно каталогу собрания Фабрициуса, Пнин был удостоен за «Игру в шашки» малой золотой медали и аттестата первой степени; однако из документов Академии художеств следует, что малой золотой медали, в отличие от своих одноклассников — Фёдора Солнцева и Василия Грязнова, Пнин за свою работу не получил. Бывшие на выставке писатели Борис Фёдоров и Василий Григорович, отмечая тот факт, что картина не завершена, тем не менее оценили способности Пнина в построении композиции и передаче мимики.
Помимо «Игры в шашки», картины Пнина очень немногочисленны и известны только по архивным данным. Все они написаны в годы обучения в Академии художеств: портрет актёра Фёдора Волкова (1820); мифологический сюжет «Силен и сатир» (1822); образа «Благовещение» и «Богоявление» (1822) — совместная работа с Фёдором Солнцевым под руководством Иванова; историческая сцена «Велизарий» (1824), написанная по академической программе одновременно с «Игрой в шашки». Из воспоминаний Александра Бенуа известно, что в его петербургской квартире на Васильевском острове находилась ещё одна картина Пнина — «Дети, пускающие пузыри».

## Комментарии
1. ↑  Дата смерти уточнена в монографии П. Буонкристиано и А. Романо[1]; датировка С. Коровкевич — 1835 год — ошибочна[2].
2. ↑  В изданиях Русского музея спутником Пнина называется Пётр Шамшин[15][16].